# Riccardia japonica
Riccardia japonica là một loài rêu trong họ Aneuraceae. Loài này được S. Hatt. ex Mizut. & S. Hatt. mô tả khoa học đầu tiên năm 1957. Danh pháp khoa học của loài này chưa được làm sáng tỏ. 